# ゲディミナス・キルキラス
ゲディミナス・キルキラス（リトアニア語: Gediminas Kirkilas  発音、1951年8月30日 - 2024年4月20日）は、リトアニアの政治家。第13代リトアニア首相。

## 生涯
リトアニア・ソビエト社会主義共和国下の首都ヴィリニュスに生まれた。兵役を終えると、1972年から78年にかけて教会やヴェルケイ宮殿で金メッキなどの修復に携わった。1978年から82年にかけて政治学の学校に通い、卒業後はリトアニア共産党に入党、さまざまな党職を務めた。アルギルダス・ブラザウスカスが党書記になると、報道官に就任した。
1990年5月11日の独立宣言後、キルキラスは1992年、1996年、2000年、2004年、2008年、2012年と6期続けてリトアニア社会民主党 (LSDP) からセイマス（国会）議員に当選した。2004年12月7日には国防相に就任した。2006年7月4日、国会議員の推薦人集めができなかったジグマンタス・バルチーティス暫定首相に代わり首相に任命された。2008年リトアニア議会選挙で社会民主党が敗北し首相を退陣、祖国同盟のアンドリュス・クビリュスが後任に就いた。2012年に社会民主党が与党に返り咲くと、キルキラスはセイマス副議長に就任した。
2017年、LSDP のギンタウタス・パルツカス党首らが社会民主党の連立からの離脱を決定すると、キルキラスは同党を離党した。翌年、キルキラスらを中心にリトアニア社会民主労働党 (LSDDP) が結党され、キルキラスはその党首に就任した。
2004年、彼はヴィリニュス大学国際ビジネススクールからMBAを授かった。

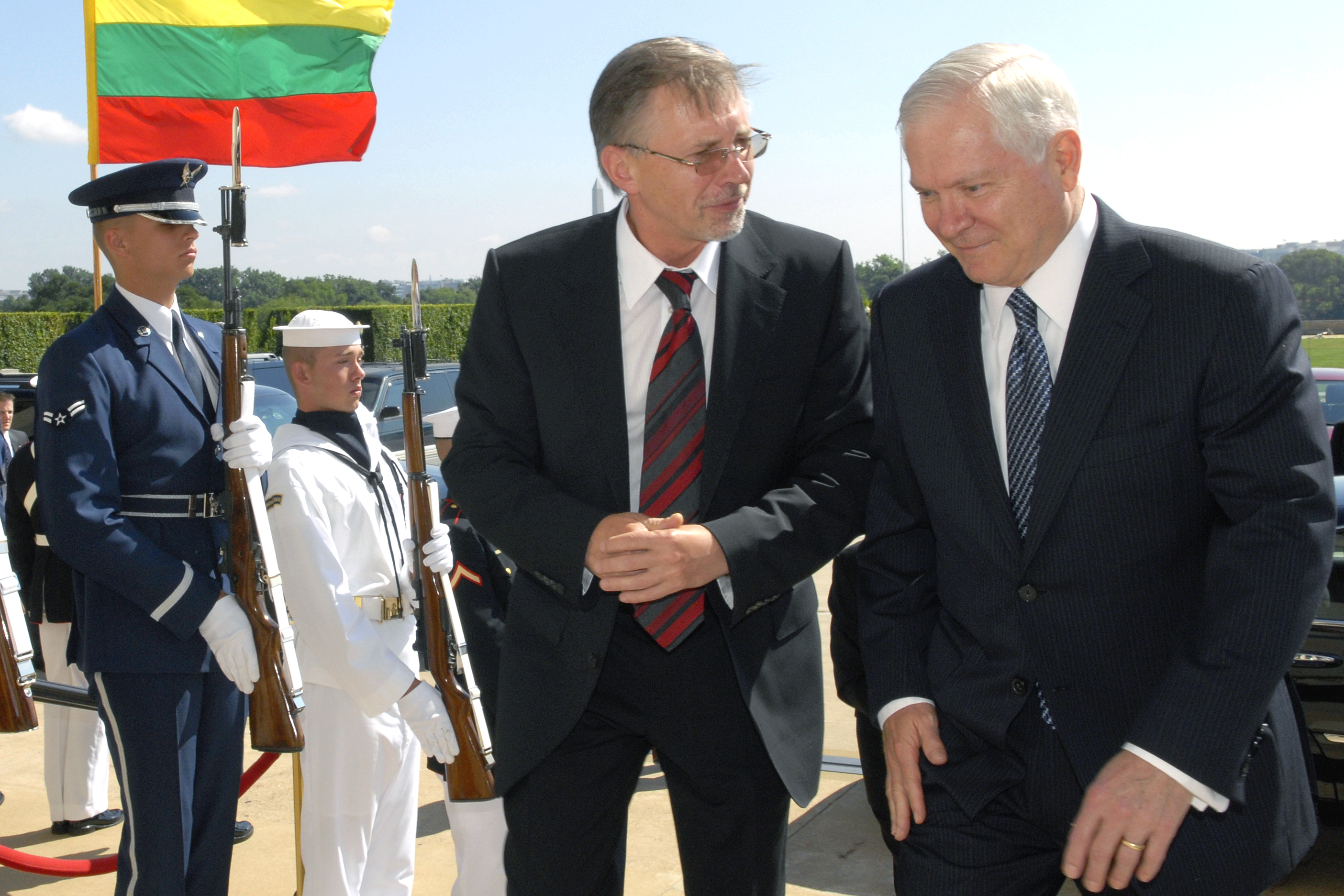
2008年7月1日、アメリカのロバート・ゲーツ国防長官と

2007年にはエコノミスト誌から「少数政権はすべてにおいて期待を上回っている」として縁の下の力持ちと称賛された。
2024年4月20日の朝に死去。73歳没。